# Константиново (Раменский район)
Константи́ново — село в Раменском районе Московской области России, административный центр сельского поселения Константиновское. Расположено на небольшой речке, одном из правых притоков Пахры и является одним из древнейших сел Подмосковья. Население — 3399 чел. (2021).
В селе расположена «Константиновская амбулатория» — филиал ГБУЗ МО «Раменская ЦРБ», есть средняя общеобразовательная школа и два детских сада.

## История
Своё название село получило по имени первого владельца. В сохранившихся источниках село Константиново впервые упоминается в духовной грамоте 1331 г. московского великого князя Ивана Даниловича Калиты. С тех пор на протяжении полутора столетий оно постоянно находилось во владении великокняжеского дома, из поколения в поколение передаваясь старшему из сыновей московского князя.
При Иване ΙΙΙ село было дано в собственность московскому Николо-Угрешскому монастырю. Об этом становится известным из двух разъезжих грамот 90-х годов XV в.
Сведения по истории села за XVΙв. отсутствуют, а к 1627 г. оно являлось владением московского Новоспасского монастыря .Тогда здесь находилось деревянная церковь Михаила Архангела, монастырский двор, двор приказчика, три двора «монастырских детенышей», 16 дворов крестьян. По данным переписи 1646 г. в селе кроме монастырского двора имелось 40 крестьянских дворов.
В 1703 г. монастырь передает село с 65 дворами на оброк Борису Петровичу Шереметьеву, а спустя пять лет, в 1708 г., Петр Ι именным указом распорядился отдать село ему в полную собственность.
После смерти Б. П. Шереметьева Константиновское достается его сыну от второго брака Петру Борисовичу Шереметьеву, родившемуся в 1713 г., за шесть лет до кончины отца.
В 1812 г. село попадает в зону боевых действий. Ранним утром 5 сентября по приказу М. И. Кутузова колонна, состоявшая под начальством генерала Д. С. Дохтурова, выступила из лагеря при Боровской переправе вправо от Рязанской дороги и через Константиново вышла к Подольску, совершив знаменитый обходный манёвр.
В 1852 г. село принадлежало внуку П. Б. Шереметьева графу Дмитрию Николаевичу Шереметьеву
После смерти Д. Н. Шереметьева усадьба в Константинове принадлежала его сыну графу Сергею Дмитриевичу.

В 1972 году в посёлке была построена Володарская линейная производственно-диспечерская станция, которая в настоящее время принадлежит АО «Мостранснефтепродукт» и является основным узлом распределения нефтепродуктов столичного региона. Она является головной станцией Московского кольцевого нефтепродуктопровода, построенного в 1981 году. Это самая крупная нефтебаза, обслуживающая Москву и Московскую область. Здесь же расположен крупнейший наливной пункт бензина и дизельного топлива в автомобильный транспорт. 
В 1994—2006 годах село было центром Константиновского сельского округа.

## Население
| 1926 | 2002  | 2010  | 2021  |
| ---- | ----- | ----- | ----- |
| 970  | ↗3595 | ↗3974 | ↘3399 |

Согласно Всероссийской переписи в 2002 году 1636 мужчин и 1959 женщин из 3595 человек.

## Известные уроженцы
- Житняков, Михаил Егорович — рок-музыкант, вокалист группы «Ария» (с 2011 года), а также экс-вокалист группы «Гран-КуражЪ» (2004—2012 год).